# Hypomma brevitibiale
Hypomma brevitibiale là một loài nhện trong họ Linyphiidae.
Loài này thuộc chi Hypomma. Hypomma brevitibiale được Jörg Wunderlich miêu tả năm 1980.